# Alexandre de Rodes
Alexandre (em grego clássico: Ἀλέξανδρος) foi um ródio proeminente que viveu no século I a.C. Na guerra contra Caio Cássio Longino, ele estava à frente do partido popular e foi elevado ao cargo de prítane, em 43. Mas logo depois, ele e o almirante de Rodes, Mnaseas, foram derrotados por Cássio em uma batalha naval perto de Cnido.